# The Eagle and Child

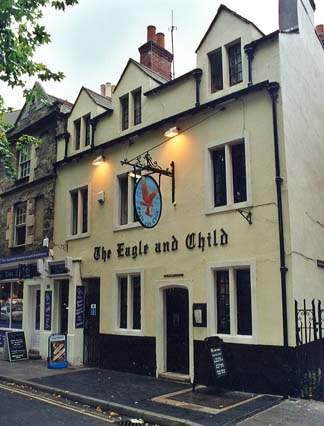
The Eagle and Child

Artikeln behandlar puben i Oxford; ett 20-tal andra pubar med samma namn finns i Storbritannien.
The Eagle and Child är en pub i Oxford, England, belägen vid avenyn St Giles' i norra delen av den historiska stadskärnan. Byggnaden ägs av St John's College sedan 2003, efter att dessförinnan ha tillhört University College sedan slutet av 1600-talet. Namnet är belagt sedan 1684 och tros syfta på earlen av Derbys vapensköld. I folkmun kallas puben även The Bird and Baby. 
Puben är mest känd som mötesplats för The Inklings under 1930-talet och 1940-talet, en grupp författare främst aktiva inom fantasygenren, av vilka de mest berömda var J. R. R. Tolkien och C.S. Lewis. Gruppen fortsatte att hålla regelbundna lunchmöten här fram till 1960-talet i mindre formell form, innan en ombyggnad gjorde det separata rum där mötena hade hållits mindre lämpligt för sammankomsterna som därefter flyttade till The Lamb and Flag tvärs över gatan. En mer sentida stamgäst var Colin Dexter, författare till polisromanerna om Kommissarie Morse.